# 斑點海蝠魚
斑點海蝠魚（学名：Malthopsis tiarella）为棘茄魚科海蝠魚屬下的一个种。